# Карасуцас, Иоанн
Иоанн Карасуцас (греч. Ιωάννης Καρασούτσας; 9 июля 1824—1873) — греческий поэт. Рано получил известность благодаря своим сборникам стихотворений: «Λύρα» (1839) и «Μοϋσα θελάζουσα» (1840). Написал также: «Ηωθιναί μελώδίαι» (1847); «Ποιητικόν άπαιθίωμα» (1849); «Βάρβιτος» (Афины, 1880) и поэму «Κλεονίκη» (1868). Стихотворения Карасуцаса полны высоких стремлений и патриотизма.

## Биография
Иоанн Карасуцас родился 9 июля 1824 в городе Смирна. Уже в 1839 году издал свой первый сборник стихов «Λύρα», а на следующий год — «Μοϋσα θελάζουσα». После окончания учёбы в Афинском университете устроился в 1850 году преподавателем французского в гимназии города Нафплион. В 1852 году был переведён в Афины, спустя 10 лет ушёл с государственной службы. В 50-х годах несколько раз принимал участие в поэтических конкурсах, но победить ему не удалось. Опубликовал несколько исторических работ. В 1873 году покончил жизнь самоубийством.